# We've Been Holding Back
We've Been Holding Back es el primer EP de la banda de post-hardcore estadounidense Our Last Night. Fue lanzado el 1 de abril de 2004. Además de ser el primer EP de la agrupación, es el primer trabajo lanzado oficialmente por la banda. A modo de curiosidad, cabe destacar que Trevor Wentworth —quien realiza los screaming en el álbum y nacido en 1993— tenía solo 10 años al momento del lanzamiento.

## Lista de canciones
| N.º | Título                               | Duración |  |
| 1.  | «You're Beautiful»                   | 3:44     |  |
| 2.  | «I'll Be Breathing»                  | 3:47     |  |
| 3.  | «Caught in the Explosion»            | 3:22     |  |
| 4.  | «Message Without a Meaning»          | 3:28     |  |
| 5.  | «The Truth We Can't Handle»          | 3:42     |  |
| 6.  | «We've Been Holding Back»            | 4:24     |  |
| 7.  | «We've Been Holding Back (Acoustic)» | 5:38     |  |

## Créditos

### Our Last Night
- Trevor Wentworth - Screaming
- Matt Wentworth - Guitarra, Vocalista
- Alex "Woody" Woodrow - Bajo
- Matthew Valich - Batería
- Tim Valich - Guitarra